# Messier 14
Messier 14 (také M14 nebo NGC 6402) je kulová hvězdokupa v souhvězdí Hadonoše. Objevil ji Charles Messier 1. června 1764. Od Země je vzdálená 30 300 ly a obsahuje stovky tisíc hvězd.
Díky její jasnosti 7,6 magnitudy je dobře pozorovatelná i obyčejným triedrem. V roce 1938 v této hvězdokupě zazářila nova, ale objevena byla až v roce 1964 porovnáním historických snímků.

## Pozorování

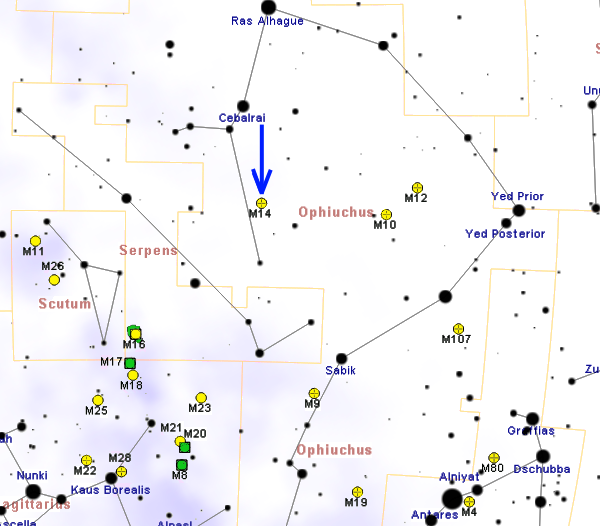
Poloha M 14 v souhvězdí Hadonoše.

Vyhledání hvězdokupy na obloze je poněkud obtížnější, protože se blízko ní nenachází žádná jasná hvězda. Leží přibližně 10° východně od hvězdokupy Messier 10 a 8° jižně od hvězdy Cebalrai (β Ophiuchi). Kvůli její značné vzdálenosti od Země je těžko rozložitelná na jednotlivé hvězdy a v běžných dalekohledech tak má mléčný vzhled podobný eliptické galaxii. O rozeznání jednotlivých hvězd je možné se pokusit až s dalekohledem o průměru 300 mm nebo větším. Za vhodných pozorovacích podmínek je však viditelná i triedrem 10x50.
Hvězdokupa je snadno pozorovatelná ze všech obydlených oblastí Země, protože leží velmi blízko nebeského rovníku. Je tedy jedno, z jaké zemské polokoule je sledována a o její výšce nad obzorem rozhoduje zejména deklinace místa pozorování, ať už je na severní nebo jižní polokouli. Na severní polokouli je hvězdokupa objektem letní oblohy, zatímco na jižní polokouli je zimním objektem. Nejvhodnější období pro její pozorování na večerní obloze je od května do září.

## Historie pozorování
Hvězdokupu objevil Charles Messier 1. června 1764 a popsal ji poměrně rozsáhle: „Téže noci z 1. na 2. června 1764 jsem objevil novou mlhovinu na rouchu, které kryje pravé rameno Hadonoše. Na Flamsteedově mapě leží na stejné rovnoběžce jako hvězda Zéta Serpentis. Mlhovina není výrazná, její jas je slabý, ale je dobře viditelná i obyčejným čočkovým dalekohledem dlouhým 3,5 stopy. Je kulatá a její úhlový průměr může být 2 úhlové minuty. Velice blízko nad ní je malá hvězda 9. magnitudy. K jejímu pozorování jsem použil obyčejný čočkový dalekohled dlouhý 3,5 stopy, pomocí kterého jsem v ní neviděl žádnou hvězdu, ale pomocí většího dalekohledu by třeba bylo možné nějakou zahlédnout. Polohu této mlhoviny jsem určil pomocí jejího průchodu místním nebeským poledníkem srovnáním s hvězdou Gama Ophiuchi, výsledná rektascenze je 261° 18' 29" a deklinace 3° 5' 45" jižním směrem. Mlhovinu jsem vyznačil na mapě zdánlivé dráhy komety, kterou jsem loni pozoroval (v roce 1769).“
Jednotlivé hvězdy v ní poprvé rozeznal William Herschel v roce 1783. Pozdější pozorovatelé, jako Heinrich Louis d'Arrest a admirál Smyth ji popsali jako velmi pohlednou.

## Vlastnosti
Hvězdokupa má poněkud protáhlý tvar a od Země je vzdálená přibližně 30 300 ly. Má absolutní hvězdnou velikost -9,1, tedy větší než další kulové hvězdokupy tohoto souhvězdí, Messier 10 a Messier 12, které ovšem leží blíže k Zemi a zdají se tedy být jasnější. Svítivost hvězdokupy je srovnatelná se 400 000 sluncí a celkem hvězdokupa obsahuje stovky tisíc hvězd, ovšem nahuštění hvězd v jejím středu je poměrně nízké.
M14 také obsahuje více než 70 proměnných hvězd. V roce 1938 v této hvězdokupě zazářila nova, ale objevena byla až v roce 1964 při porovnání snímků z června 1938 a z roku 1963. Na snímcích z roku 1938 byla nova vidět jako hvězda 16. magnitudy. Nejjasnější členové hvězdokupy jsou 14. magnitudy.

### Knihy
Obecné kapitoly
- O'MEARA, Stephen James. Deep Sky Companions: The Messier Objects. New York: Cambridge University Press, 1998. Dostupné online. ISBN 0-521-55332-6. (anglicky)

### Mapy hvězdné oblohy
- Toshimi Taki. Taki's 8.5 Magnitude Star Atlas [online]. 2005 [cit. 2018-01-03]. Dostupné v archivu pořízeném dne 2018-11-05. (anglicky) - Atlas hvězdné oblohy volně stažitelný ve formátu PDF.
- TIRION, RAPPAPORT, LOVI. Uranometria 2000.0 - Volume II - The Southern Hemisphere to +6°. Richmond, Virginia, USA: Willmann-Bell, inc., 1987. ISBN 0-943396-15-8.
- TIRION, SINNOTT. Sky Atlas 2000.0. 2. vyd. Cambridge, USA: Cambridge University Press, 1998. ISBN 0-933346-90-5.
- TIRION. The Cambridge Star Atlas 2000.0. 3. vyd. Cambridge, USA: Cambridge University Press, 2001. Dostupné online. ISBN 0-521-80084-6.